# Alina Alexejewna Tscharajewa
Alina Alexejewna Tscharajewa (russisch Алина Алексеевна Чараева, engl. Transkription Alina Charaeva; * 27. Mai 2002) ist eine russische Tennisspielerin.

## Karriere
Charaeva begann mit fünf Jahren das Tennisspielen und bevorzugt Hartplätze. Sie spielt vorrangig auf der ITF Women’s World Tennis Tour, wo sie bislang acht Titel im Einzel und sechs im Doppel gewann.
Ihr Debüt auf der WTA Tour gab sie 2019, als sie mit ihrer Partnerin Sofja Lansere eine Wildcard für das Hauptfeld im Damendoppel des VTB Kremlin Cup in Moskau erhielt.

## Turniersiege

### Einzel
| Nr. | Datum              | Turnier               | Kategorie   | Belag     | Finalgegnerin                      | Ergebnis  |
| --- | ------------------ | --------------------- | ----------- | --------- | ---------------------------------- | --------- |
| 1.  | 11. November 2018  | Vinaròs               | ITF $15.000 | Sand      | Júlia Payola                       | 6:1, 6:2  |
| 2.  | 26. September 2021 | Johannesburg          | ITF W25     | Hartplatz | Richèl Hogenkamp                   | 2:0r      |
| 3.  | 5. November 2022   | Castellón de la Plana | ITF W15     | Sand      | Natalia Siedliska                  | 7:64, 6:3 |
| 4.  | 20. November 2022  | Nules                 | ITF W15     | Sand      | Noelia Bouzo Zanotti               | 6:4, 6:3  |
| 5.  | 5. November 2023   | Monastir              | ITF W25     | Hartplatz | Marija Bondarenko                  | 7:5, 6:3  |
| 6.  | 18. Dezember 2023  | Monastir              | ITF W25     | Hartplatz | Guiomar Maristany Zuleta de Reales | 6:2, 6:4  |
| 7.  | 18. August 2024    | Ourense               | ITF W50     | Hartplatz | Haruka Kaji                        | 7:67, 6:1 |
| 8.  | 25. Mai 2025       | Kuršumlijska Banja    | ITF W75     | Sand      | Teodora Kostović                   | 6:4, 7:65 |

### Doppel
| Nr. | Datum              | Turnier                   | Kategorie | Belag     | Partnerin           | Finalgegnerinnen                   | Ergebnis          |
| --- | ------------------ | ------------------------- | --------- | --------- | ------------------- | ---------------------------------- | ----------------- |
| 1.  | 22. September 2019 | Pula                      | ITF W25   | Sand      | Andrea Gámiz        | Eva Vedder Stéphanie Visscher      | 7:61, 6:3         |
| 2.  | 6. September 2020  | Marbella                  | ITF W25   | Sand      | Oxana Selechmetjewa | Miriam Bulgaru Victoria Muntean    | 6:3, 6:2          |
| 3.  | 31. Oktober 2020   | Platja d’Aro              | ITF W15   | Sand      | Oxana Selechmetjewa | Alba Carrillo Marín Júlia Payola   | 5:7, 6:1, [10:5]  |
| 4.  | 17. Juli 2021      | Nur-Sultan                | ITF W60   | Hartplatz | Marija Timofejewa   | Jewgenija Lewaschowa Laura Pigossi | 7:65, 2:6, [10:6] |
| 5.  | 2. März 2024       | Pretoria                  | ITF W50   | Hartplatz | Jekaterina Reingold | Isabella Kruger Zoë Kruger         | 6:0, 5:7, [10:3]  |
| 6.  | 26. Oktober 2024   | Les Franqueses del Vallès | ITF W100  | Hartplatz | Jekaterina Reingold | Mina Hodzic Caroline Werner        | 6:2, 7:62         |